# Deutsche Notar-Zeitschrift
Die Deutsche Notar-Zeitschrift (DNotZ) ist eine monatliche juristische Fachzeitschrift aus dem Verlag C.H.Beck. Sie wird von der Bundesnotarkammer herausgegeben und enthält Aufsätze und Urteile mit notariellem Bezug und die amtlichen Mitteilungen der Kammer.

## Geschichte
Vorläufer waren:
1. Deutsche Notariats-Zeitung (DNotZ). Organ des Notariatsvereins für Deutschland und Österreich (1872–1899)
2. Zeitschrift des Deutschen Notarvereins (DNotV). Herausgegeben vom Deutschen Notarverein (1901–1932)
3. Deutsche Notar-Zeitschrift (DNotZ). Hrsg. vom Deutschen Notarverein im BNSDJ e. V. (1933–1944)

Seit 1950 erscheint die DNotZ, seit 1961 ist sie Verkündigungsblatt der Bundesnotarkammer. Laut § 32, S. 1. Bundesnotarordnung ist sie somit gesetzliche Pflichtlektüre für alle Notare in Deutschland.

## Schriftleiter
- Gregor Rieger (presserechtlich verantwortlicher Hauptschriftleiter),
- Johannes Hushahn
- Peter Limmer
- Ralf Rebhan
- Nadja Danninger (Hauptgeschäftsführerin der Bundesnotarkammer)